# Campionati centroamericani maschili di cricket T20 2024
I Campionati centroamericani maschili di cricket T20 2024 si sono svolti dall'11 al 14 aprile a Guácima, in Costarica: al torneo hanno partecipato cinque squadre.

## Regolamento

### Formula
La formula ha previsto un torneo alla meglio di cinque partite, assegnando il titolo alla nazione con più vittorie.

## Risultati
| 11 aprile Referto |

| Messico         | v | Costa Rica        |
| 79 (20.0 overs) |   | 80/2 (14.2 overs) |
|                 |   |                   |

| 12 aprile Referto |

| Messico            | v | Costa Rica      |
| 104/6 (20.0 overs) |   | 82 (17.1 overs) |
|                    |   |                 |

| 12 aprile Referto |

| Messico            | v | Costa Rica      |
| 106/5 (20.0 overs) |   | 64 (18.1 overs) |
|                    |   |                 |

| 13 aprile Referto |

| Costa Rica         | v | Messico       |
| 120/9 (20.0 overs) |   | 78 (18 overs) |
|                    |   |               |

| 14 aprile Referto |

| Messico           | v | Costa Rica      |
| 93/9 (20.0 overs) |   | 35 (11.1 overs) |
|                   |   |                 |